# Josh Leivo
Joshua "Josh" Leivo, född 26 maj 1993, är en kanadensisk professionell ishockeyspelare som spelar för Vancouver Canucks i NHL.
Han har tidigare spelat på NHL-nivå för Toronto Maple Leafs och på lägre nivåer för Toronto Marlies i AHL, Kitchener Rangers och Sudbury Wolves i OHL samt Barrie Colts Midget i Eastern AAA Hockey League.

## Klubblagskarriär

### NHL

#### Toronto Maple Leafs
Leivo draftades i tredje rundan i 2011 års draft av Toronto Maple Leafs som 86:e spelare totalt.

#### Vancouver Canucks
Han tradades till Vancouver Canucks den 3 december 2018 i utbyte mot Michael Carcone, för att göra plats i Maple Leafs för William Nylander som skrev på ett sexårskontrakt den 1 december samma år.

## Statistik
| 2008–2009  | Barrie Colts Minor Midget AAA | ETAMMHL    | 71  | 31 | 35  | 66  | 65  | —  | —  | —  | —  | —  |
| 2009–2010  | Barrie Colts Midget AAA       | ETAHL      | 52  | 21 | 41  | 62  | 59  | —  | —  | —  | —  | —  |
| 2010–2011  | Sudbury Wolves                | OHL        | 64  | 13 | 17  | 30  | 37  | 8  | 6  | 7  | 13 | 4  |
| 2011–2012  | Sudbury Wolves                | OHL        | 66  | 32 | 41  | 73  | 61  | 4  | 2  | 1  | 3  | 6  |
|            | Toronto Marlies               | AHL        | 1   | 0  | 0   | 0   | 0   | —  | —  | —  | —  | —  |
| 2012–2013  | Sudbury Wolves                | OHL        | 34  | 19 | 25  | 44  | 34  | —  | —  | —  | —  | —  |
|            | Kitchener Rangers             | OHL        | 29  | 10 | 19  | 29  | 18  | 10 | 3  | 9  | 12 | 8  |
|            | Toronto Marlies               | AHL        | 4   | 0  | 2   | 2   | 2   | 3  | 0  | 1  | 1  | 0  |
| 2013–2014  | Toronto Maple Leafs           | NHL        | 7   | 1  | 1   | 2   | 0   | —  | —  | —  | —  | —  |
|            | Toronto Marlies               | AHL        | 59  | 23 | 19  | 42  | 27  | 12 | 3  | 5  | 8  | 2  |
| 2014–2015  | Toronto Maple Leafs           | NHL        | 9   | 1  | 0   | 1   | 4   | —  | —  | —  | —  | —  |
|            | Toronto Marlies               | AHL        | 51  | 11 | 21  | 32  | 44  | 5  | 1  | 5  | 6  | 0  |
| 2015–2016  | Toronto Maple Leafs           | NHL        | 12  | 5  | 0   | 5   | 6   | —  | —  | —  | —  | —  |
|            | Toronto Marlies               | AHL        | 51  | 17 | 31  | 48  | 14  | 15 | 4  | 8  | 12 | 12 |
| 2016–2017  | Toronto Maple Leafs           | NHL        | 13  | 2  | 8   | 10  | 4   | —  | —  | —  | —  | —  |
|            | Toronto Marlies               | AHL        | 5   | 0  | 0   | 0   | 6   | —  | —  | —  | —  | —  |
| 2017–2018  | Toronto Maple Leafs           | NHL        | 16  | 1  | 3   | 4   | 6   | —  | —  | —  | —  | —  |
| 2018–2019  | Toronto Maple Leafs           | NHL        | 27  | 4  | 2   | 6   | 7   | —  | —  | —  | —  | —  |
|            | Vancouver Canucks             | NHL        | 2   | 1  | 0   | 1   | 0   | —  | —  | —  | —  | —  |
| NHL totalt | NHL totalt                    | NHL totalt | 86  | 15 | 14  | 29  | 27  | —  | —  | —  | —  | —  |
| AHL totalt | AHL totalt                    | AHL totalt | 171 | 51 | 73  | 124 | 93  | 35 | 8  | 19 | 27 | 14 |
| OHL totalt | OHL totalt                    | OHL totalt | 193 | 74 | 102 | 176 | 150 | 22 | 11 | 17 | 28 | 18 |